# 劍乳齒象
劍乳齒象（學名：Stegomastodon）是已滅絕的嵌齒象科下的一屬。

## 特徵
劍乳齒象高2.8米，外觀像現今象的粗壯版，重6000公斤。牠們只有兩隻象牙，象牙向上彎曲及長3.5米。牠們的臼齒由牙釉質覆蓋，有複雜的脊及小塊式樣，大的磨擦面可以幫助牠們吃草。牠們分佈在北美洲及南美洲，腦部重5公斤。

## 分佈及棲息地
劍乳齒象有兩個物種隨南北美洲生物大遷徙到達了南美洲。牠們原本是混食的，後來S. waringi演化成牧食的，而S. platensis則變成吃嫩葉的。牠們棲息在安地斯山脈東面較溫暖的低海拔地方，而親屬的居維象則棲息在較寒冷及高海拔的環境。